# Élections générales espagnoles de 1864
Les élections générales espagnoles de 1864 sont les élections à Cortès célébrées en Espagne le 22 novembre 1864 durant le règne d'Isabelle II, au suffrage censitaire masculin.
La législature commence le 22 décembre 1864, le Parlement est suspendu le 11 juillet 1864 et la législature prend fin le 12 juillet 1864.